# Tahm-Khusro d'Armènia
Tahm-Khusro (en les fonts gregues s'anomena Ταμχοσρώ o Ταμχοσρόης) va ser marzban d'Armènia del 577 al 580.
L'any 577 el rei Còsroes I va enviar un segon exèrcit a Armènia sota la direcció de Tahm-Khusro al que va donar el títol de marzban. L'exèrcit va triomfar a Bolorapahat (a Bassèn) i a Kethin (Bagrevand) i va arribar fins a Teodosiòpolis, on el comte romà d'Orient Maurici (després emperador) el va vèncer. Tahm-Khusro va passar a l'Arzanene, però Maurici el va seguir i per impedir que la regió esdevingués una base contra l'Imperi Romà d'Orient va deportar en massa a tota la població cap a Xipre. Els rebels armenis de Vardanes III Mamiconi, sense ajut dels romans d'Orient, van haver-se de limitar a xocs menors.
El 580 el va substituir Varaz-Vzur (Varaz-Buzurg).